# Coustouges

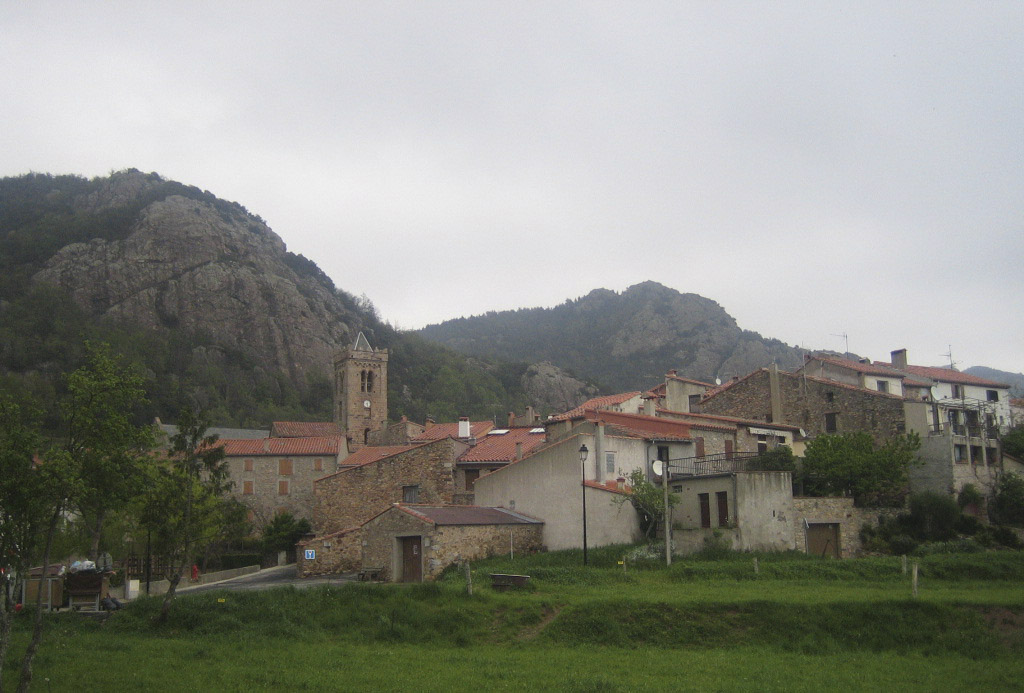
Coustouges

Coustouges (în catalană Costoja) este o comună în departamentul Pyrénées-Orientales din sudul Franței. În 2009 avea o populație de 112 de locuitori.

## Evoluția populației
| An        | 1975 | 1982 | 1990 | 1999 | 2006 | 2009 |
| --------- | ---- | ---- | ---- | ---- | ---- | ---- |
| Populație | 171  | 163  | 119  | 134  | 118  | 112  |